# Osjornoje (Kaliningrad, Gwardeisk)
Osjornoje (russisch Озёрное, deutsch Groß Barthen und Klein Hohenhagen) ist ein Ort in der russischen Oblast Kaliningrad. Er gehört zur kommunalen Selbstverwaltungseinheit Stadtkreis Gwardeisk im Rajon Gwardeisk.
Das ehemalige Klein Hohenhagen ist verlassen.

## Geographische Lage
Osjornoje liegt 20 Kilometer südöstlich der Oblasthauptstadt Kaliningrad (Königsberg) nördlich der Regionalstraße 27A-025 (ex R508) und ist über eine Stichstraße in nördlicher Richtung zu erreichen. Die nächste Bahnstation ist Komsomolsk-Sapadny (Löwenhagen) an der Bahnstrecke Kaliningrad–Tschernyschewskoje (Königsberg–Eydtkuhnen/Eydtkau), einer Teilstrecke der einstigen Preußischen Ostbahn.

## Geschichte

### Groß Barthen
Das Gutsdorf Groß Barthen wurde 1513 gegründet.
Im Jahre 1874 kam der Ort in den neu errichteten Amtsbezirk Friedrichstein (heute russisch: Kamenka) im Landkreis Königsberg i. Pr. im Regierungsbezirk Königsberg der preußischen Provinz Ostpreußen. Im Jahre 1906 wurde das südlich gelegene Vorwerk Klein Hohenhagen (s. u.) nach Groß Barthen eingemeindet. Die Einwohnerzahl belief sich 1910 auf 193.
Im Jahre 1928 schlossen sich die Landgemeinde Sand bei Löwenhagen (nicht mehr existent) und der Gutsbezirk Groß Barthen zur neuen Landgemeinde Groß Barthen zusammen. Diese wurde am 14. Mai 1930 in den Amtsbezirk Groß Ottenhagen (heute russisch: Berjosowka) umgegliedert. Die Einwohnerzahl stieg bis 1933 auf 206 und betrug 1939 bereits 238. 1939 wurde der Ort mit dem Amtsbezirk Groß Ottenhagen in den neu formierten Landkreis Samland umgegliedert, dem er bis 1945 angehörte.

### Klein Hohenhagen
Klein Hohenhagen war ein südlich von Groß Barthen gelegenes Vorwerk. Es wird berichtet, dass am 28. Dezember 1713 Otto Magnus von Dönhoff u. a. das Gut Klein Hohenhagen erwarb. Als 1874 der Amtsbezirk Friedrichstein errichtet wurde, gehörte Klein Hohenhagen dazu. Im Jahre 1895 zählte der kleine Ort 37 Einwohner und wurde elf Jahre später – am 28. November 1906 – in den nördlich gelegenen Gutsbezirk Groß Barthen (s. o.) eingemeindet.

### Osjornoje
In Folge des Zweiten Weltkriegs kamen das Gut Groß Barthen und das Vorwerk Klein Hohenhagen 1945 mit dem nördlichen Ostpreußen zur Sowjetunion. 1950 wurden sie unter dem russischen Namen Osjornoje zusammengefasst. Dabei wurde der Ort dem Dorfsowjet Semjonowski selski Sowet im Rajon Kaliningrad zugeordnet. Später gelangte der Ort in den Osjorski selski Sowet im Rajon Gwardeisk. Von 2005 bis 2014 gehörte Osjornoje zur Landgemeinde Oserkowskoje selskoje posselenije und seither zum Stadtkreis Gwardeisk.

## Kirche
Bis 1945 waren die beiden Orte Groß Barthen und Klein Hohenhagen mit ihrer meistenteils evangelischen Bevölkerung in unterschiedliche Kirchspiele eingepfarrt: Groß Barthen gehörte zur Kirche Groß Ottenhagen (heute russisch: Berjosowka), während Klein Hohenhagen der Kirche Löwenhagen (Ostpreußen) (russisch: Komsomolsk) zugehörig war. Beide Pfarreien waren in den Kirchenkreis Königsberg-Land I in der Kirchenprovinz Ostpreußen der Kirche der Altpreußischen Union eingegliedert.
Heute liegt Osjornoje im Einzugsgebiet der in den 1990er Jahren neu entstandenen evangelisch-lutherischen Gemeinde der Auferstehungskirche in Kaliningrad (Königsberg), der Hauptkirche der Propstei Kaliningrad in der Evangelisch-lutherischen Kirche Europäisches Russland.